# Gültəkin Əsgərova
Gültəkin Məlik qızı Əsgərova (eingedeutscht Gültakin Askerowa; * 20. November 1960 in Baku, Aserbaidschanische SSR, UdSSR; † 20. Juni 1992 im Dorf Aranzəmin, Rayon Xocalı, Aserbaidschan) war eine aserbaidschanische Ärztin und Offizierin. Sie starb im Ersten Bergkarabachkrieg und wurde mit dem Titel „Nationalheldin Aserbaidschans“ ausgezeichnet.

## Leben
Əsgərova schloss 1978 mit Auszeichnung die allgemeinbildende Schule Nr. 200 im Stadtteil Nərimanov von Baku ab und ließ sich im Anschluss im Aserbaidschanischen Medizinischen Institut einschreiben. Während des Studiums arbeitete sie im Krankenhaus des Innenministeriums der Aserbaidschanischen SSR.
1989 absolvierte Əsgərova ihr Medizinstudium und war zunächst im Rettungsdienst tätig. Später arbeitete sie als Fachärztin für Anästhesie und Wiederbelebung im Republikanischen Klinischen Urologischen Krankenhaus.
Mit Beginn aktiver Kampfhandlungen in Bergkarabach zwischen Armenien und Aserbaidschan ging Əsgərova Anfang April 1992 als Freiwillige an die Front. Sie nahm unter anderem an den Kämpfen um die Ortschaft Turşsu (Turschsu) und die Städte Şuşa, Laçın und Qubadlı teil. Sie war eine der letzten, die Şuşa kurz vor der Besetzung durch armenische Truppen im Mai 1992 verlassen hatte. Sie trug hauptsächlich die verwundeten Soldaten vom Schlachtfeld und leistete ihnen erste medizinische Hilfe. Əsgərova wurde am 20. Juni 1992 während einer heftigen Schlacht um die Einnahme einer strategisch wichtigen Höhe im Dorf Aranzəmin (ca. 20 Kilometer südlich von Ağdam) von einer Kugel tödlich getroffen. Sie wurde auf der Ehrenallee von Baku „Fəxri Xiyaban“ beigesetzt.
Per Dekret des Präsidenten Aserbaidschans vom 20. November 1993 wurde Əsgərova posthum der Titel „Nationalheldin Aserbaidschans“ verliehen.

## Andenken
Die Schule Nr. 200 in Baku, die Əsgərova besuchte, trägt ihren Namen.
Eines der Schiffe der Aserbaidschanischen Schifffahrtsgesellschaft wurde nach ihr benannt.